# Port lotniczy Charles Prince
Port lotniczy Charles Prince (ICAO: FVCP) – międzynarodowy port lotniczy położony w Harare, w Zimbabwe.